# Уриарте, Ихинио
Хосе Ихинио Уриарте дель Баррио (исп. José Higinio Uriarte del Barrio, 11 января 1843 — 21 апреля 1909) — парагвайский государственный деятель, президент Парагвая.

## Биография
Родился в 1843 году в Асунсьоне; был двоюродным братом Хуана Баутисты Хиля. Когда 25 ноября 1874 года Хиль был избран президентом страны, Уриарте стал при нём вице-президентом, и после того, как 12 апреля 1877 года Хиль был среди бела дня застрелен на улице в центре столицы — занял пост президента.
Став президентом, Уриарте развернул политические репрессии, в результате чего, в частности, в тюремной камере был убит бывший президент страны Факундо Мачаин. Во время короткого президентства Уриарте была поставлена точка в итогах Парагвайской войны: 12 ноября 1878 года выбранный в качестве международного арбитра президент США Ратерфорд Хейс решил в пользу Парагвая вопрос о принадлежности региона Чако. Также при правлении Уриарте был основан Банк Парагвая.